# クリストフ・シュナイダー
クリストフ・シュナイダー（Christoph Schneider）こと通称ドゥーム(Doom)は、ドイツのミュージシャン。ラムシュタインのドラマー。父はオペラ監督・ハンス・アイスラー音楽大学ベルリン講師のMartin Schneiderである。

## 来歴
1966年生まれ。東ベルリンパンコウ区出身。トランペットを習い、14歳頃、兄からアルミ缶で作ったドラムセットを貰い、ドラムを習い始める。
1983年、学生時代にパウル・ランダースと同じ学校に通っていたが、当時は会話などは交わしていない。
1984年、東ドイツ軍を経験。ラムシュタインのメンバーの中で、軍歴があるのは彼だけである。
1988年ごろ、Die Firmaに加入。
1990年、パウルと再会し、Feeling Bに加入。
1993年、ラムシュタインの前身となるバンド・Tempelprayersに加入。
通称のドゥームはパウルに名付けられたもの。由来はパウルのお気に入りである、1993年に発売されたゲーム『DOOM』である。これはドイツの著作物において、"Christoph Schneider"という著作者が多いためであり、見分けがつきやすいようにするためである。
好きなバンドはディープ・パープル、レッド・ツェッペリン、モーターヘッド、ブラック・サバス、AC/DC。ドラムにおいて影響を受けた人物として、イアン・ペイス、フィル・ラッド、ヴィニー・ポール、チャド・スミスを挙げている。
ブンデスリーガ所属クラブ・1.FCウニオン・ベルリンのサポーターである。